# Martha Gellhorn
Ellis Martha Gellhorn (08 tháng 11 năm 1908 - 15 tháng 2 năm 1998) là tiểu thuyết gia, nhà văn du lịch, ký giả người Mỹ gốc Đức, được đánh giá bởi tờ báo London Daily Telegraph, cùng với những người khác nữa, là một trong những phóng viên chiến tranh vĩ đại nhất của thế kỷ 20. Bà viết báo về hầu như tất cả các cuộc xung đột lớn trên thế giới đã diễn ra trong suốt sự nghiệp 60 năm của mình. Gellhorn cũng là người vợ thứ ba của tiểu thuyết gia người Mỹ Ernest Hemingway, 1940-1945. Ở tuổi 89, bị bệnh và gần như mù hoàn toàn, bà đã tự tử. Giải thưởng báo chí Martha Gellhorn được đặt theo tên bà.

## Tiểu sử
Bà sinh ra ở St. Louis, Missouri, con gái của Edna (nhũ danh Fischel), một người gốc Đức đòi quyền bầu cử cho phái nữ, và George Gellhorn, bác sĩ phụ khoa sinh ra ở Đức. Cha bà và ông ngoại có nguồn gốc Do Thái, và bà ngoại của bà là từ một gia đình Tin Lành. Anh trai của bà, Walter Gellhorn, trở thành một giáo sư luật nổi tiếng tại Đại học Columbia. Em trai Alfred Gellhorn, một bác sĩ chuyên khoa ung thư và cựu hiệu trưởng của Trường y Đại học Pennsylvania, đã qua đời ở tuổi 94 vào năm 2008.
Gellhorn tốt nghiệp trường John Burroughs năm 1926 ở St Louis và ghi danh theo học tại Bryn Mawr College ở Philadelphia. Năm 1927, cô tạm ngừng học trước khi tốt nghiệp để theo đuổi một sự nghiệp nhà báo. Bài viết đầu tiên của cô xuất hiện trong tờ The New Republic. Năm 1930, xác định để trở thành một phóng viên nước ngoài, cô sang Pháp trong hai năm, nơi cô làm việc tại văn phòng Báo chí Quốc ở Paris. Trong khi ở châu Âu, cô đã trở thành hoạt động trong các phong trào hòa bình và đã viết về kinh nghiệm của mình trong cuốn sách, What Mad Pursuit (1934).
Sau khi trở về Mỹ, Gellhorn được làm cho Harry Hopkins là một nhà điều tra cho Cục Quản lý Cứu trợ Khẩn cấp Liên bang. Bà đi viết báo về tác động của Đại suy thoái ở Hoa Kỳ. Các báo cáo của bà cho cơ quan đó đã thu hút sự chú ý của Eleanor Roosevelt, và hai người phụ nữ đã trở thành người bạn suốt đời. Phát hiện cô là cơ sở của một tập hợp các truyện ngắn, The Trouble I've Seen (1936).